# Stenopogon marikovskii
Stenopogon marikovskii är en tvåvingeart som beskrevs av Pavel Lehr 1963. Stenopogon marikovskii ingår i släktet Stenopogon och familjen rovflugor. Inga underarter finns listade i Catalogue of Life.